# Joseph Paul-Boncour

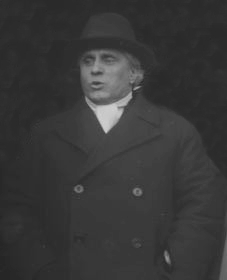
Joseph Paul-Boncour

Joseph Paul-Boncour, född 4 augusti 1873, död 28 mars 1972, var en fransk politiker.

## Biografi
Paul-Boncour var juris doktor, och privatsekreterare åt Pierre Waldeck-Rousseau 1899-1902, blev deputerad 1909 och senator 1931. 1911 blev han socialminister, och tjänstgjorde under första världskriget som major. Från 1924 var Paul-Boncour delegerad vid Nationernas förbund, där han som Aristide Briands närmaste medarbetare spelade en förgrundsroll. Under en följd av år var Paul-Boncour inskriven i Unifierade socialistpartiet. Han verkade därefter som politisk vilde, men behöll nära kontakt med socialisterna och var varmt intresserad av fackliga arbetarfrågor och anhängare av en korporativ samhällelig organisation. Paul-Boncour var krigsminister 3 juni - 15 december 1932 i Édouard Herriots regering, samt konseljpresident och utrikesminister 15 december 1932 - 28 januari 1933 i Édouard Daladier, Albert Sarraut och Camille Chautemps regeringar. Efter Briands bortgång ansågs Paul-Boncour som dennes arvtagare som västerpartiernas utrikesledare, en roll som han dock aldrig kom att få. Bland hans skrifter märks La fédéralisme économique (1900), Les syndicats de fonctionnaires (1906) samt Art et démocratie (1912).
Under hela mellankrigstiden spelade han en ledande roll i Nationernas förbund och 1944-45 var han Frankrikes chefsdelegat vid San Francisco-konferensen och upprättandet av Förenta nationerna (FN). 